# Cyréna Samba-Mayela
Cyréna Samba-Mayela (n. 31 octombrie 2000, Champigny-sur-Marne, Île-de-France, Franța) este o atletă franceză, medaliată olimpică. A participat la 1 ediție a Jocurilor Olimpice (2024) în care a câștigat 1 medalie de argint.